# كريس ويست
كريس ويست (بالإنجليزية: Chris West)‏ (1954)؛ كاتب وروائي بريطاني، تتضمن أعماله موضوعات في التاريخ، الجريمة والخيال العام.